# شربات جولا

صورة تظهر فيها الفتاة الأفغانية وقد التقطت الصورة عام 1984 من قبل مصور شبكة ناشيونال جيوغرافيك ستيف ماكوري

شربات جولا (بالبشتوية: افغانه نجلۍ)‏، فتاة أفغانية ولدت في 20 مارس 1972 في البشتون/أفغانستان، وقد كانت موضع اهتمام المصور الصحفي ستيف ماكوري.

## نبذة عن صورة الفتاة الأفغانية
قضت شربات جولا طفولتها في مخيم ناصر باغ للاجئين الذي يقع في باكستان - جارة أفغانستان - وذلك أثناء الحرب السوفيتية على أفغانستان، وفي تلك الفترة التُقِطَت لها صورة من قبل ماكوري عام 1984.
وفي عام 1985 ظهرت صورة شربات جولا على غلاف مجلة ناشيونال جيوغرافيك " National Geographic " وكان عمرها انذاك ما يقارب 12 عاما.
بعد الظهور الأول لصورة شربات جولا على العيان أصبح يطلق عليها اسم «الفتاة الأفغانية (The Afghan Girl)» حيث كانت هويتها مجهولة في تلك الفترة إلى أن تم الكشف عن اسمها الحقيقي عام 2002.
ونتيجة لصورة «الفتاة الأفغانية» التي أثارت اهتمام الناس في ذلك الوقت، شُبّه ستيف ماكوري بـليوناردو دافينشي عندما رسم لوحة الموناليزا وفي ذلك دلالة على براعة ماكوري واختياره الموفق في تلك الصورة، وقد كان يطلق على شربات جولا أحيانا ب "الموناليزا الأفغانية ".

## الفتاة الأفغانية أثناءالحرب السوفيتيةعلىأفغانستان
على إثْر واحدة من جولات قصف طائرات الهوليكبتر التابعة لسلاح الجو السوفيتي لالبشتون  1984، آنذاك، يُتّمت شربات جولا وقُتل كلٌ من والدها ووالدتها وكان ذلك في مُستهلِ الثمانينيات، حتى أُجبرت شربات جولا على ترك منزلها لتنتقل مع جدتها وأخواتها (روبينيا، زهيدة، علياء) إلى واحد من مخيمات التهجير وكان ذلك في عام التقاط الصورة 1984، وخلال تلك الفترة وفي مخيم ناصر باغ تحديدا التقى ماكوري بشربات جولا والتقط لها تلك الصورة، تزوّجت شربات جولا في أواخر الثمانينيات وعادت إلى أفغانستان عام 1992 بعد تهجير دام لسنوات طوال.

## تفاصيل الكاميرا المستخدمة
التُقطت الصورة من قبل مصوّر شبكة ناشيونال جيوغرافيك ستيف ماكوري، حيث استخدم لذلك كاميرا (Nikon FM2) وعدسة (Nikkor 105mm F2.5).

## الظهور على غلاف المجلة

صورة للفتاة الأفغانية بعد الظهور الأول على غلاف مجلة ناشيونال جيوغرافيك عام 1985

بعد ظهور صورة شربات جولا على غلاف المجلة عام 1985 أدّى ذلك إلى إحداث ردود فعل بين متابعي المجلة، وعلى الرغم من الهوية المجهولة لـ«شربات جولا» إلّا أن اسم «الفتاة الأفغانية» هو الذي كان متداولاً على ألسنة الناس.
صورة «الفتاة الأفغانية» ذات الوجه الملئ بأحلام الطفولة مرتدية قطعة قماش مائلة إلى الحُمرة في لونِها وذات العينان الخضراوان المحدقتان تماماً بعدسة الكاميرا، كانت تلك الصورة معبرة جداً عن صعوبة الحياة في أفغانستان في تلك الفترة وشدّة المعاناة التي تتلقاها شربات جولا وغيرها من الأطفال الذين هُجّروا وأهاليهم إلى المخيمات.
بقيت هوية شربات جولا مجهولة إلى ما يقارب 17 عاماً، حيث كانت أفغانستان في تلك الفترة شبه مغلقة أمام الإعلام الغربي، إلى أن تمّ ازاحة حكومة طالبان من ساحة الصراع السلطويّ على أيدي القوات الأمريكية وغيرهم من الحلفاء المحليين عام 2001، وعلى الرغم من كل تلك المصاعب إلّا أن ماكوري كان يحاول جاهداً منذ بداية التسعينيات لتحديد موقع شربات إلّا أن محاولاته باءت جميعها بالفشل.
وفي مطلع عام 2002 انتقل فريق عمل تابع لشبكة ناشونال جيوغرافيك إلى أفغانستان لبدء عملية البحث عن «الفتاة الأفغانية» بشكل رسمي، وقد كان لماكوري علم مسبق بأن مخيم ناصر باغ - الذي تقطن فيه شربات - أقرب إلى الاغلاق مما يزيد من صعوبة المهمة، ومن الصعوبات التي واجهها فريق العمل أيضاً أثناء عملية البحث هو ادّعاء مجموعة ليست بقليلة من النساء أنهنّ «الفتاة الأفغانية» وقد كان الفريق يعاني جرّاء هذه الادعاءات وتتأخر عملية البحث أكثر وأكثر، عدا عن ادّعاء بعض الرجال أيضاً بأن الفتاة التي يطلق عليها «الفتاة الأفغانية» هي زوجتهم وذلك بعد عرض الصورة الملتقطة لـ«الفتاة الأفغانية» عام 1985 على الناس.

## مصاعب عملية البحث
في واحدة من الادعاءات ادّعت إمرأه أن الفتاة التي تظهر في الصورة هي ابنتها فأرادوا التأكد من ذلك من خلال الذهاب إلى منزل تلك المرأة والتحقق من أن «الفتاة الأفغانية» ابنتها وبعد وصولهم إلى بيتها أرادوا الدخول إلى المنزل للقاء تلك الفتاة، إلّا أنّ العادات تقتضي بعدم السماح للمرأة بالظهور أمام أيّ رجل كان، ولسوء الحظ أيضا كان زوجها خارج المنزل ولا يستطيعون اللقاء بتلك الفتاة إلّا بموافقة زوجها بالتالي كان على الفريق العودة في اليوم التالي للحصول على موافقة زوجها، بالنهاية وفي اليوم التالي تمكنوا من أخذ موافقة زوجها، وليتأكدوا من أن الفتاة التي يبحثون عنها هي نفسها الفتاة التي وجدوها قاموا بالتقاط الصور لها ولكن ماكوري لم يتمكن من التأكد أن تلك المرأة هي «الفتاة الافغانيه» الذي قام يتصويرها قبل 17 عام لذلك قام بطرح بعض الأسئلة عليها ليتأكد بشكل جازم أنها الفتاة المُرادة فطرح عليها بعض الأسئلة وقام بالقارنة بين تفاصيل عيون تلك الفتاة والصورة التي التقطها قبل 16 عاماً وكانت ملاحظاته الأوليّة تظهر بوجود تطابق في اللون إلّا أنّ بعض تفاصيل الفم والوجه قد تغيّرت، مما أدى إلى اللجوء إلى طريقة أخرى وهي استخدام عمليات تستند على أسس علمية للبحث عن تطابق بين صورة «الفتاة الأفغانية» وهذه المرأة، لكن وللأسف كانت النتائج سلبية وأن هذا الإدعاء كاذب كغيره من الإدعاءات مما يعني محاولة جديدة وبحث يعود للاستمرارية عن «الفتاة الأفغانية».

## الفرصة الأخيرة
وفي محاوله لإيجاد «الفتاة الأفغانية» بحث ماكوري عن المعلمة التي سمحت له بتصوير (الفتاة الأفغانية) أثناء دراستها في ذلك الوقت أي عام 1984 وبعد أن وجدها قامت المعلمة بإصطحابه إلى المدرسة التي تمت عملية التصوير فيها وهناك عادت له بعض الذكريات، حيث أن التغييرات التي طرأت على المدرسة لم تكن سوى في بعض الأمور مثل تحول الخيم التي كانت تتعلم فيها الفتيات إلى غرف صفيّه صغيرة أفضل حالاً.
قام ماكوري والمعلمة بالبحث في سجلات المدرَسه أملاً بإيجاد معلومة تدلهم على «الفتاة الأفغانية» لكن دون فائده.
إلى أن عرضوا صورة «الفتاة الأفغانية» على الفتيات حيث ظهرت واحدة من الفتيات تقول بأنها تعرف صاحبة الصورة وتعرف عائلتها وأين تسكن وأنها قد تزوجت وانتقلت مع عائلتها إلى قرية أخرى، وفي اليوم التالي توجه ماكوري بصحبة المعلمة إلى المنزل الذي وُصف لهم، وقاموا بلقاء شقيق «الفتاة الأفغانية» المزعومة. وقد كان لدى فريق ناشيونال جيوغرافيك علما مسبق ببعض الحقائق التي من خلالها يتم التأكد بأن هذه المرأة هي نفس الفتاة التي التقطت لها صورة عام 1984، شرع الفريق للقاء المرأة بعد موافقة من شقيقها، وبدأوا يطرحون عليها الأسئلة فسألوها إن كانت الفتاة الوحيدة التي صوّرها ماكوري في ذلك الوقت؟ فأجابتهم بالنفي على ذلك وقالت بأنها آخر فتاة تم تصويرها في ذلك اليوم، سألوها أيضا إن كانت تذكر تلك الصورة؟ فكانت إجابتها أنها تتذكرها تماما وبأن الوشاح الذي كانت ترتديه كان محروقا من طرفه وأضافت أيضا بأن هذه الصورة هي أول صورة التقطت لها ولم تتصور بعد ذلك إطلاقا، فتأكد فريق العمل من ذلك ووجدوا أنه صحيح 100% مما أعطى ستيف ماكوري وفريق العمل أملاً كبيرا بأنهم وصلوا إلى هدفهم المنشود (شربات جولا) وأن حلمهم قد تحقق، لكن عملية التأكد من هوية «الفتاة الأفغانية» ظل قائماً، فقاموا بعرض الصور على خبراء مختصين قاموا بإجراء مجموعة من الأبحاث العلمية والفحوصات التقنية للتأكد بشكل جازم من حقيقة «الفتاة الأفغانية»، وقد كانت النتائج إيجابية وتؤكد بأن الفتاة التي تدعى «شربات جولا» هي نفسها الفتاة التي التقطت لها الصورة عام 1984 أي أنها هي «الفتاة الأفغانية».

## شربات بعد 16 عاماً

مقارنة بين الفتاة الأفغانية التي هي نفسها شربات جولا بعد 16 عام، وتُظهر الصورة تغيّر ملامح الوجه لتدل على معاناة دامت لـ16 عام مع بقاء العينان تمتازان بروعة جمالهما

تلك العيون التي أسرت العالم بجمالها والأسرار التي تخفيه خلفها من ظلم الحرب ومعاناة الحياة في المخيمات وفي أجواء محاطة بظلمة الحروب منذ سن 12 عاماً وقد يُتّمت حينها، لا بد لتلك العيون من أن تظهر بأسها ومعاناتها التي عانتها منذ 16 عام، لتَظَهر شربات بعينين خضراوين قد ذهب البريق منهما وتقاطيع وجه ليس لها إلّا تفسير واحد بأن حياة البؤس تُعكس من خلال تلك التعابير، وهيئة ملابس رثّة تحاكي آلام الحياة ومعاناة الماضي.
تلك هي شربات جولا أو كما كان يطلق عليها «لفتاة الأفغانية»، فتاة عكست للعالم معاناة شعب بأسره وأصبحت رمزاً لمعاناة الأطفال جرّاء الحروب، فتاة لم تستطع إكمال تعليمها نظراً لضيق الحال ومعاناة الحياة، شربات لا تعبر عن نفسها فقط وإنما تعبر عن آلاف الأطفال الذي عانوا وما زالوا يعانون من بُئس الحياة وظلم الحرب.

## قضية غريبة
على الرُغم من الأصداء التي حققتها صورة تلك الفتاة والشهرة الكبيرة لتلك الصورة في أرجاء العالم، كان ما يُستغرب بالأمر أن شربات جولا وعائلتها لم تر يوماً هذه الصورة ولم يعرفوا بوجودها أيضا على الرغم أيضا من أن هذه الصورة كانت تباع في المحال الأفغانية وتوضع على أبواب محِلات التصوير.

## روابط خارجية
- شربات جولا على موقع IMDb (الإنجليزية)
- شربات جولا على موقع قاعدة بيانات الفيلم (الإنجليزية)